# Acetabularia
Acetabularia je rod mořských zelených řas z třídy Dasycladophyceae. Ačkoli jsou 1 až 6 cm velké, jde o jednobuněčný eukaryotický organismus. Pro svůj tvar bývá v anglické literatuře nazýván také jako mermaid's wineglass (pohár na víno mořské panny).

## Charakteristika
Jedná se o cca 3 cm velký organismus podobný houbě, se stélkou obsahující uhličitan vápenatý. K nejznámějším druhům patří Acetabularia mediterranea z oblasti Středozemního moře.
Buňka je vysoce diferenciovaná - tvoří ji rhizoid s diploidním jádrem a stélka, na které se během rozmnožování vytvoří pohárovitá čepička složená z několika desítek paprsků. Organismus má složitý pohlavní rozmnožovací cyklus - velké jádro několikrát prochází mitózou, všechna dceřiná jádra poté meiózou a dále jsou transportována do paprsků v čepičce, kde se vytváří dvoubičíkaté isogamety.
Organismus vykazuje také cirkadiánní rytmy, které ovlivňují funkce buňky i vývoj ve smyslu růstu a morfogeneze. Má velmi dobrou schopnost regenerace při poškození a je tak vhodným organismem pro různé manipulační experimenty. Buňka se dokáže nepohlavně rozmnožovat různými způsoby - při odříznutí vytvořit novou čepičku a je schopná zregenerovat ze stélky i v případě, že je od ní oddělen rhizoid s jádrem. Zajímaví jsou zástupci této skupiny jako modelové organismy pro studium vývojové biologie a genetiky (hlavně genové exprese).
Díky tomu, že organismus často v přírodě kalcifikuje (ukládá uhličitan vápenatý do stélky), má třída Dasycladaceae téměř nepřerušený fosilní záznam už zhruba z doby před 600 miliony let (rod Yakutina bývá považován za nejstarší kalcifikovanou zelenou řasu vůbec). Přímo rod Acetabularia se pak objevil asi před 38 miliony let a zahrnuje kolem 8 druhů.
Tento rod řas se objevuje i v akvaristice, ale roste pomalu a vyžaduje chráněné osvětlené místo.